# Nannastacus parvulus
Nannastacus parvulus är en kräftdjursart som beskrevs av Mihai Bacescu och Zarui Muradian 1975. Nannastacus parvulus ingår i släktet Nannastacus och familjen Nannastacidae.
Artens utbredningsområde är Röda havet. Inga underarter finns listade i Catalogue of Life.